# Pałac w Wykrotach
Pałac w Wykrotach – wybudowany w XIX w. w Wykrotach.

## Położenie
Pałac położony jest we wsi  w Polsce, w województwie dolnośląskim, w powiecie bolesławieckim, w gminie Nowogrodziec.

## Historia
Obiekt w ruinie jest częścią zespołu pałacowego, w skład którego wchodzą jeszcze: park, pawilon ogrodowy, grodzisko z XIII-XIV w.